# Золото (книга Питера Гринуэя)
«Зо́лото» (англ. Gold) — роман британского художника, режиссёра и писателя Питера Гринуэя. Книга была издана в 2002 году французским издательством «Dis Voir». Перевод романа на русский язык был сделан Сергеем Таском и появился в 2005—2006 году в журнале «Искусство кино». Отдельным изданием перевод вышел в 2006 году в серии «Иллюминатор» издательства «Иностранка». В 2007 году был переиздан в серии «The Best of Иностранка».
Книга является частью художественного проекта Питера Гринуэя «Чемоданы Тульса Люпера».

## Сюжет
Роман состоит из 101 главы, каждая из которых представляет короткий рассказ о происхождении и судьбе одного слитка золота. Все слитки выплавлены из вещей, принадлежавших жертвам Третьего Рейха. 14 апреля 1945 года немецкий лейтенант Густав Харпш похищает их из Дойчебанка в Баден-Бадене, чтобы выкупить свою дочь, находящуюся в одном из швейцарских приютов. Отправившись на чёрном «мерседесе» к итальянско-швейцарской границе, он погиб 8 мая недалеко от Больцано, врезавшись в белую лошадь кавалерийского офицера.